# Neoxabea bipunctata
Neoxabea bipunctata är en insektsart som först beskrevs av De Geer 1773.  Neoxabea bipunctata ingår i släktet Neoxabea och familjen syrsor. Inga underarter finns listade i Catalogue of Life.